# Revista Fotografică Română
Revista Fotografică Română (1934-1938) a fost o revistă de fotografie cu o apariție lunară, în care se tratau subiecte legate de artă și tehnică fotografică. Publicația și-a propus încă de la apariție să contribuie la „desvoltarea artei fotografice și apărarea intereselor fotografilor din România”. Revista funcționa și ca un „organ” de presă al Uniunii Fotografilor din România.
Redacția acestei publicații se află în București, pe Calea Victoriei nr. 24, la etaj, unde la aceiași adresa funcționa și sediul Uniunii Fotografilor din România. Din redacție făceau parte, printre alții, Etienne Lonyai (editor șef al revistei și președinte al Uniunii Fotografilor din România) și M. Samson (redactor și secretar general al aceleiași uniuni).
Revista Fotografică Română publica articole despre optică și chimie specifice tehnicii fotografice, prezenta noi tehnologii în domeniu, dar trata și elemente de artă fotografică, în mod special cele legate de compoziție. În paginile publicației se găseau și articole care descriau activitatea și organizarea Uniunii Fotografilor din România, precum și informări despre demersurile legale pe care uniunea le iniția în direcția apărării intereselor fotografilor reprezentați. Publicația conținea și o rubrică de știri din domeniul fotografiei, o rubrică „Poșta redacției”, precum și o secțiune de mică publicitate.
Revista se putea achiziționa la un preț de 10 lei per exemplar, dar și pe baza unui abonament anual în valoare de 80 de lei, cu un echivalent pe șase luni, la un preț de 50 de lei. Publicația se distribuia gratuit membrilor Uniunii Fotografilor din România.
Pe coperta interioară, redacția anunță și prețurile practicate pentru publicitatea publicată în revistă, după cum urmează: anunțuri la prețul de 5 lei cuvântul, reclame publicate pe suprafață unei pagini întregi la prețul de 24000 lei pe an, jumătate de pagină la prețul de 12000 lei pe an, respectiv un sfert de pagină la un preț de 6000 de lei pe an.
Dintr-un articol publicat în această revistă, redactat chiar de Etienne Lonay, aflăm că în România anului 1935 "numărăm vre-o 3000 fotografi patroni și lucrători calificați, apoi alți 5000 cari trăiesc din această meserie" aceștia din urmă fiind practicanți ai fotografiei fără forme legale.
Revista se imprima la tipografia „Tiparnița - Institut de arte grafice”, cu sediul în București pe strada Dr. Istrate nr. 10.